# Louisette Buchard-Molteni
 (août 2024).
 (août 2024).
Louisette Buchard-Molteni, née le 18 juin 1933 à Lausanne et morte le 7 mars 2004, est une artiste et une activiste suisse. 
Durant son enfance et son adolescence, elle fait l'expérience de placements forcés dans des foyers de protection de l'enfance, dans des hôpitaux et dans des prisons pour femmes où les conditions de vie sont mauvaises. Elle attire notamment l'attention du public suisse sur ce sujet au travers d'un livre autobiographique, d'expositions artistiques et de grèves de la faim médiatisées dans la presse suisse entre 1979 et 2003. Elle fonde également des associations militantes et inspiré des recherches historiques après sa mort.

## Biographie

### Enfance
Louisette Buchard-Molteni est née le 18 juin 1933 à la Maternité de Lausanne. Elle est la fille cadette d'un chef d'entreprise de construction italien naturalisé suisse. Elle vit ses premières années dans la vallée de Joux (canton de Vaud) avec ses parents et ses 5 sœurs, période qu'elle décrit comme ayant été agréable.
En 1938 ses parents divorcent et elle est placée à l'orphelinat de la Providence dans le canton de Fribourg, où elle restera jusqu'en 1941, date du décès de son père qui la mène à être déplacée dans un orphelinat tessinois, le canton d'origine du père étant alors responsable de ses citoyens et de leurs enfants.
Dès 1941 elle grandit à l'orphelinat Von Mentlen de Bellinzone tenu par des sœurs religieuses où elle décrit avoir vécu et été témoin de nombreux abus : violence, travail forcé, absence de formation, privation de nourriture et manque de soins menant parfois à des décès chez ses camarades. Ses contacts avec sa mère, qu'elle décrit comme froide, se limitent à quelques lettres. En 1948 environ elle est envoyée à titre de punition à la maison de correction de Faido (Tessin) où les abus se poursuivent.
À la suite de comportements de révolte, à plusieurs tentatives d'évasion et à des pensées suicidaires conséquences de nombreux traumatismes elle est successivement transférée à la maison de correction de Villars-les-joncs (Fribourg), à la prison pour femmes de Lugano (Tessin), à l'hôpital Mendrisio (Tessin), à Altstätten (St-Gall) puis à la prison de Bellechasse (Fribourg) en 1951. Elle relève y avoir vécu des abus sexuels, des humiliations, de la torture et avoir été forcée au travail. Elle quitte la prison de Bellechasse en 1952 pour travailler à Zurich comme femme de ménage, période durant laquelle son salaire ne lui est pas versé par son tuteur.
À la suite d'une tentative infructueuse de reprendre contact avec sa mère en Suisse romande elle part seule travailler à Lausanne comme serveuse où elle rencontrera par hasard son mari en 1955, dont elle dira qu'il l'a sauvée. Elle dirigera avec lui plusieurs boulangeries et se ressourcera dans la création artistique, en particulier la peinture. Son état de santé psychologique la mènera néanmoins à être plusieurs fois hospitalisée pour des dépressions, en particulier à l'hôpital du CHUV et de Cery.

### Militantisme et actions politiques
Après plus de 20 années de stabilité passées à cacher son passé et ses souffrances psychiques à ses proches elle cherche à comprendre son histoire et à corriger les injustices vécues en contactant diverses autorités suisses mais elle rencontre de nombreuses difficultés (refus, dossiers détruits, inaccessibles, incomplets ou introuvables). Elle manifeste son insatisfaction à cet égard par de nombreuses actions politiques visant la reconnaissance des torts causés lors des placements forcés qu'elle a vécu.
Ses actions débutent en 1979 par une grève de la faim réalisée au château de Lausanne pour défendre les droits des malades hospitalisés et critiquer les pratiques du CHUV,, où elle rapporte avoir été brutalisée et être victime de diffamation. Peu après elle deviendra présidente de l'association de défense des malades hospitalisés, présidence qu'elle maintiendra jusqu'en 1983. De nouvelles grèves de la faim pour les droits des malades seront réalisées en 1981 et en 1987.
En 1982 elle monte au sommet d'une grue à Lausanne où elle attache une banderole sur laquelle est inscrit "Pour qui est faite la justice en Suisse ?" et elle distribue des tracts au sujet des enfants placés.
À partir de 1984 elle expose de nombreuses peintures illustrant sa souffrance durant ses placements et dans lesquelles les surveillantes sont représentées en diables ou en démons. Ses œuvres sont souvent signées d'un symbole de balance : signe de la justice ayant fait défaut et symbole que l'on retrouve sur la bague qu'elle porte au quotidien.
En 1991 elle réalise une grève de la faim à la place fédérale à Berne.
En 1995 elle publie un livre autobiographique racontant son histoire de vie et détaillant les abus qu'elle a subi et qu'elle a observé ("Le tour de Suisse en cage"),.
En 1999 elle crée avec Jeanne et Daniel Cevey une association pour la défense des orphelins victimes en Suisse et elle contribue à la création d'une motion pour une enquête fédérale sur les placements forcés et l'accès aux dossiers de placement (motion Jean-Charles Simon).
Ses actions se poursuivront jusqu'à sa mort le 7 mars 2004, peu de temps après une dernière grève de la faim réalisée pour obtenir une étude fédérale historique sur les placements, après que la motion pour laquelle elle avait milité ait été classée,.

## Postérité
Les actions de Louisette Buchard-Molteni ont suscité une recherche historique réalisée en 2004 à sa mémoire,, la création de pièces de théâtre,, diverses émissions radiotélévisées sur le sujet des placements forcés ainsi que le développement d'une exposition mobile intercantonale ("Enfances Volées") en 2009. Des auteurs lui attribuent également d'avoir contribué à la création de la loi fédérale sur les mesures de coercition à des fins d'assistance et les placements extra-familiaux antérieurs à 1981 (LMCFA), entrée en vigueur en 2017 et permettant notamment aux victimes d'obtenir un soutien psychologique et financier.